# Pimelephila
Pimelephila és un gènere d'arnes de la família Crambidae. Conté només una espècie, Pimelephila ghesquierei, que es troba a Benín, a la República Democràtica del Congo (Katanga, East Kasai, Equateur) i Ghana.
Les larves s'alimenten de la palmera d'oli de Guinea (Elaeis guineensis) i de gao (Ancistrophyllum secundiflorum).